# Mechels Harmonieorkest
Het Mechels Harmonie Orkest is een muziekvereniging uit Mechelen, provincie Antwerpen, die opgericht werd in 1979.

## Geschiedenis
Het harmonieorkest is ontstaan als afsplitsing van een groep muzikanten en bestuursleden samen met de toenmalige dirigent Frans Smets van De Verenigde Sint-Katarina-vrienden, Sint-Katelijne-Waver. Door de inzet van de dirigent Frans Smets groeide deze nieuwe vereniging op korte tijd tot een volwaardig harmonieorkest. In december 1980 kreeg het orkest een nieuw vaandel en in januari 1981 werd er binnen de vereniging een trommelkorps gesticht, dat later tot het percussie-ensemble JURICA uitgroeide.
In 1983 werd de naam van de vereniging in Mechels Harmonie Orkest veranderd.
In 1984 gaf Frans Smets het dirigeerstokje in de handen van Rudy Haemers over. Op 18 mei 1985 trad het harmonieorkest op ter gelegenheid van het bezoek van paus Johannes Paulus II aan Mechelen. In 1990 werd met Rik Ghesquière een nieuwe dirigent gewonnen. Met deze dirigent ging men in 1996, 1998 en 2001 op concertreizen naar Catalonië, in Spanje en nam in 1996 en 1998 deel aan het Festival van Vlaanderen. Een verder hoogtepunt in het verenigingsleven was een concert in het kader van het Beethovenfeest in Bonn, Duitsland in september 2001.
Sinds het nieuwjaarsconcert 2002 zwaait de nieuwe dirigent Erwin Pallemans het dirigeerstokje over het Mechels Harmonie Orkest. Met deze dirigent werden op de provinciale en nationale orkestwedstrijden van de Vlaamse amateurmuziekorganisatie (Vlamo) en provincie Antwerpen mooie resultaten bereikt. Verder traden zij op met verschillende bekende artiesten (Gunther Neefs, Barbara Dex,...) en vierden zij hun 40-jarig bestaan in 2019 met een voorstelling van 'The Armed Man' in de schouwburg te Heist-op-den-berg, in samenwerking met 3 koren.

## Dirigenten
- 1979-1984 Frans Smets
- 1984-1989 Rudy Haemers
- 1990-2001 Rik Ghesquière
- 2002-heden Erwin Pallemans